# Tanjung Lanjut
Tanjung Lanjut is een bestuurslaag in het regentschap Muaro Jambi van de provincie Jambi, Indonesië. Tanjung Lanjut telt 1150 inwoners (volkstelling 2010).